# آن دوران
آن دوران (بالإنجليزية: Ann Doran)‏ هي ممثلة أمريكية، ولدت في 28 يوليو 1911 بأماريلو في الولايات المتحدة، وتوفيت في 19 سبتمبر 2000 في الولايات المتحدة بسبب مرض. بدأت مشوارها المهني سنة 1934.

## أعمال

### أفلام
- (1922) روبن هود[5][6]
- (1936) السيد ديدز يذهب إلى المدينة
- (1938) لا يمكنك أن تأخذها معك
- (1939) السيد سميث يذهب إلى واشنطن
- (1940) فتاة الجمعة[7]
- (1942) يانكي دودل داندي
- (1943) كلما زاد العدد زاد المرح
- (1948) بيت الأفعى
- (1954) السامي والقوي
- (1957) فرقة الملائكة
- (1959) الساحر
- (1969) توباز

## وصلات خارجية
- آن دوران على موقع IMDb (الإنجليزية)
- آن دوران على موقع الموسوعة البريطانية (الإنجليزية)
- آن دوران على موقع ألو سيني (الفرنسية)
- آن دوران على موقع تيرنر كلاسيك موفيز (الإنجليزية)
- آن دوران على موقع أول موفي (الإنجليزية)
- آن دوران على موقع قاعدة بيانات الأفلام السويدية (السويدية)
- آن دوران على موقع إن إن دي بي (الإنجليزية)
- آن دوران على موقع ديسكوغز (الإنجليزية)
- آن دوران على موقع قاعدة بيانات الفيلم (الإنجليزية)
- آن دوران على موقع كينوبويسك (الروسية)